# Metanippononychus iyanus
Metanippononychus iyanus is een hooiwagen uit de familie Paranonychidae.